# Mikael Appelgren (balonmanista)
Mikael Appelgren (Uddevalla, 6 de septiembre de 1989) es un jugador de balonmano sueco que juega de portero en el Rhein-Neckar Löwen alemán. Es internacional con la Selección de balonmano de Suecia.
Su primer gran campeonato con la selección fue el Campeonato Europeo de Balonmano Masculino de 2016.
Con la selección ha ganado la medalla de plata en el Campeonato Europeo de Balonmano Masculino de 2018.

## Palmarés

### Rhein-Neckar Löwen
- Liga de Alemania de balonmano (2): 2016, 2017
- Supercopa de Alemania de balonmano (1): 2017
- Copa de Alemania de balonmano (2): 2018, 2023

## Clubes
- GF Kroppskultur ( -2009)
- IFK Skövde (2009-2012)
- MT Melsungen (2012-2015)
- Rhein-Neckar Löwen (2015- )